# Región de Arta
La región de Arta se encuentra en el centro de la República de Yibuti. Esta región se ha creado recientemente, más específicamente en el año 2002. Alberga alrededor de 45,047 personas.
Su capital es la ciudad de Arta. Está ubicada a tan sólo 42 kilómetros de la ciudad capital de Yibuti, la ciudad de Yibuti.
Arta, la capital, es una pequeña ciudad con una población poco abundante, esto se debe a su distancia de la costa y la proximidad al desierto y porque se halla en una región montañosa. La falta de tierra productiva ha llevado a muchos residentes a trasladarse en la zona costera, que se dedica a la explotación de sal y pescado.